# 93號州際公路
93號州際公路（英語：Interstate 93，簡稱）是美國州際公路系統的一部份。西北始於佛蒙特州的聖約翰伯里（與I-91相連），東南至麻薩諸塞州坎頓以南與95號州際公路、美國國道1和麻薩諸塞州州道128相連。全長188.68英里（303.65）。
在大多数时间里93號州際公路与3号美国国道平行，在新罕布什尔州两条道路甚至多次相交。在穿越凡孔尼亚州立公园时两条道路甚至合并为同一条。

## 路线描写

### 麻薩諸塞州
在其南端93號州際公路始于坎頓95號州際公路的第12号出口。在开始的这段它与美国国道1和麻萨诸塞州州道128是同一条公路。它向西北延伸，是环绕波士顿的高速公路的一部分。95号州际公路则向西南经过波士顿的西南郊区通往罗得岛州。
一开始向东穿过波士顿的南部郊区，在4号出口它与麻萨诸塞州州道24的北端相连。它继续向东到达布伦特里，在7号出口与麻萨诸塞州州道3相交。麻萨诸塞州州道3是连结波士顿与鳕鱼角的重要高速公路。州道3加入和美国国道1，转向北通向波士顿。

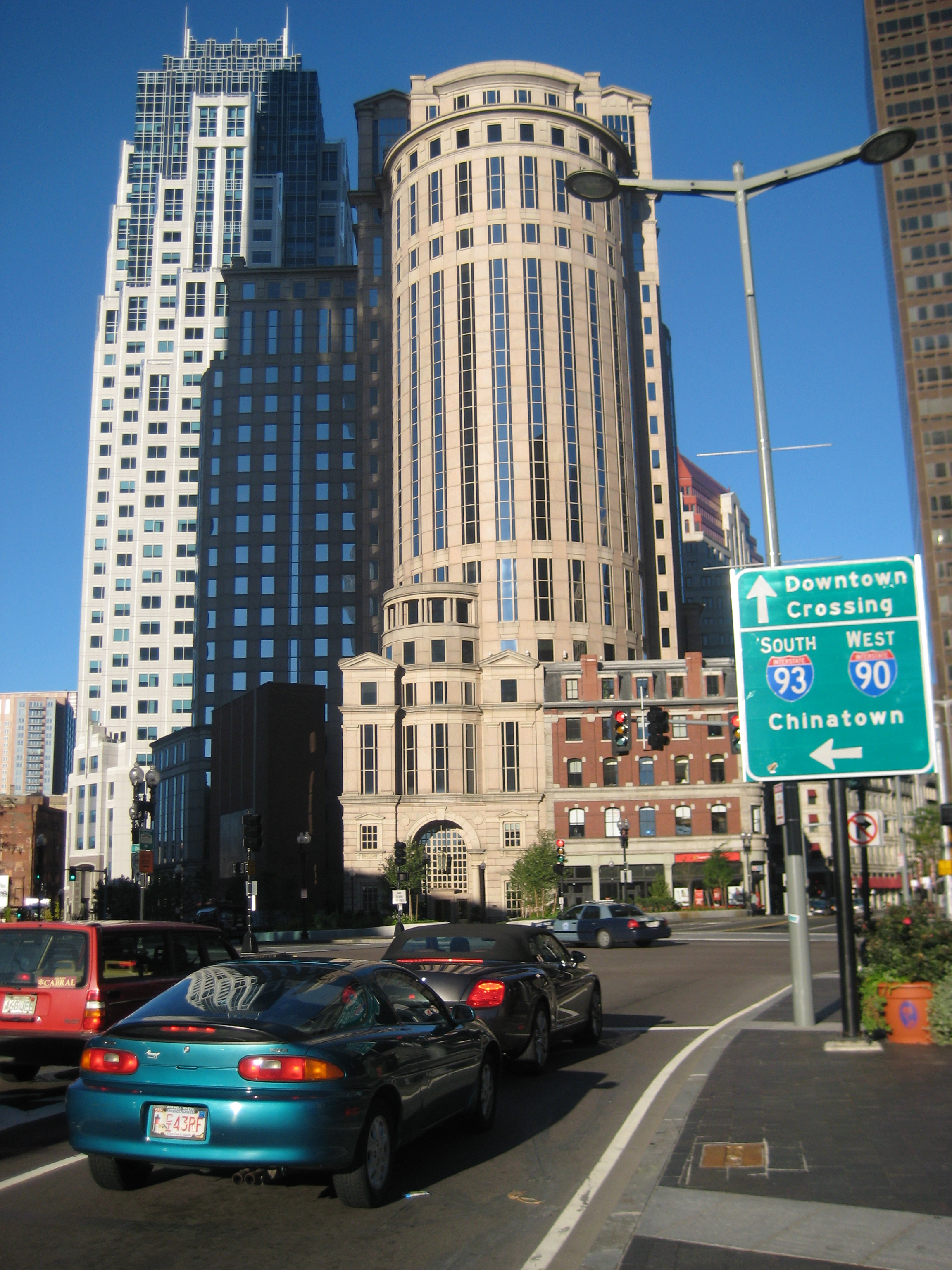
波士顿商业区内的路标，指向市中心、唐人街、I-93和I-90

93號州際公路穿过昆西、米尔和波士顿的市区。它在地下穿过波士顿市中心并被称为“中心动脉”，就在市中心以南的20号出口处它与90号州际公路相交。穿越波士顿市中心的隧道有两个出口，在这里限速每小时45英里。此后93號州際公路跨越查理士河，就在过河前州道3在26号出口分离。过河后美国国道1也在27号出口分离。在这里路标指向康科德。
93號州際公路继续向北通过波士顿的北部郊区，再次与95号州际公路和州道128相交。在这里开车的人可以转到95号州际公路上去缅因州或者留在95号上去新罕布什尔州。在安多佛93號州際公路与495号州际公路相交，这里旅行者可以向西南去伍斯特或者东北去新罕布什尔州的滨海地区。就在离开麻萨诸塞州边境前93號州際公路越过梅里马克河，此后它与麻萨诸塞州州道213相交后进入新罕布什尔州。
93號州際公路在麻萨诸塞州共有48个有号码的出口，不过在波士顿极其周围有几个号码被跳过了。在进入新罕布什尔州前的48号出口是全程中最高号码的出口。由于93號州際公路是直接进入波士顿的两条州际公路之一，它几乎在麻萨诸塞州境内全程每个方向四股道。从麻萨诸塞州进入新罕布什尔州的每日平均交通量为十万辆车。93號州際公路南端的每日平均交通量为15万辆车。在布伦特里和昆西的交通量为每天平均20万辆车。

### 新罕布什尔州
93號州際公路在新罕布什尔境内全长211千米，占总长的三分之二。它是该州的主要州际公路，连接州首府康科德及其最大城市曼徹斯特，此外还有其它城市。
在293号州际公路的北端和89号州际公路的开始端之间93號州際公路有一段收费的地方。这是93號州際公路全程中唯一收费的一段。此外在新罕布什尔州境内在休息场地上也有一个出售酒的商店。
93號州際公路进入新罕布什尔州后四股道改为两股道，经常导致堵车。在1号出口后面有一个休息场。在开始的18英里里它保持每方向两股道，在与293号州际公路分开和与新罕布什尔州州道101联合后它扩展为三股道。约一英里后州道101向东分离，93好州际公路则继续每方向三股道，直到它与89号州际公路连接，从此它又变成两股道。从这里向北它基本上保持每方向两股道的宽度。

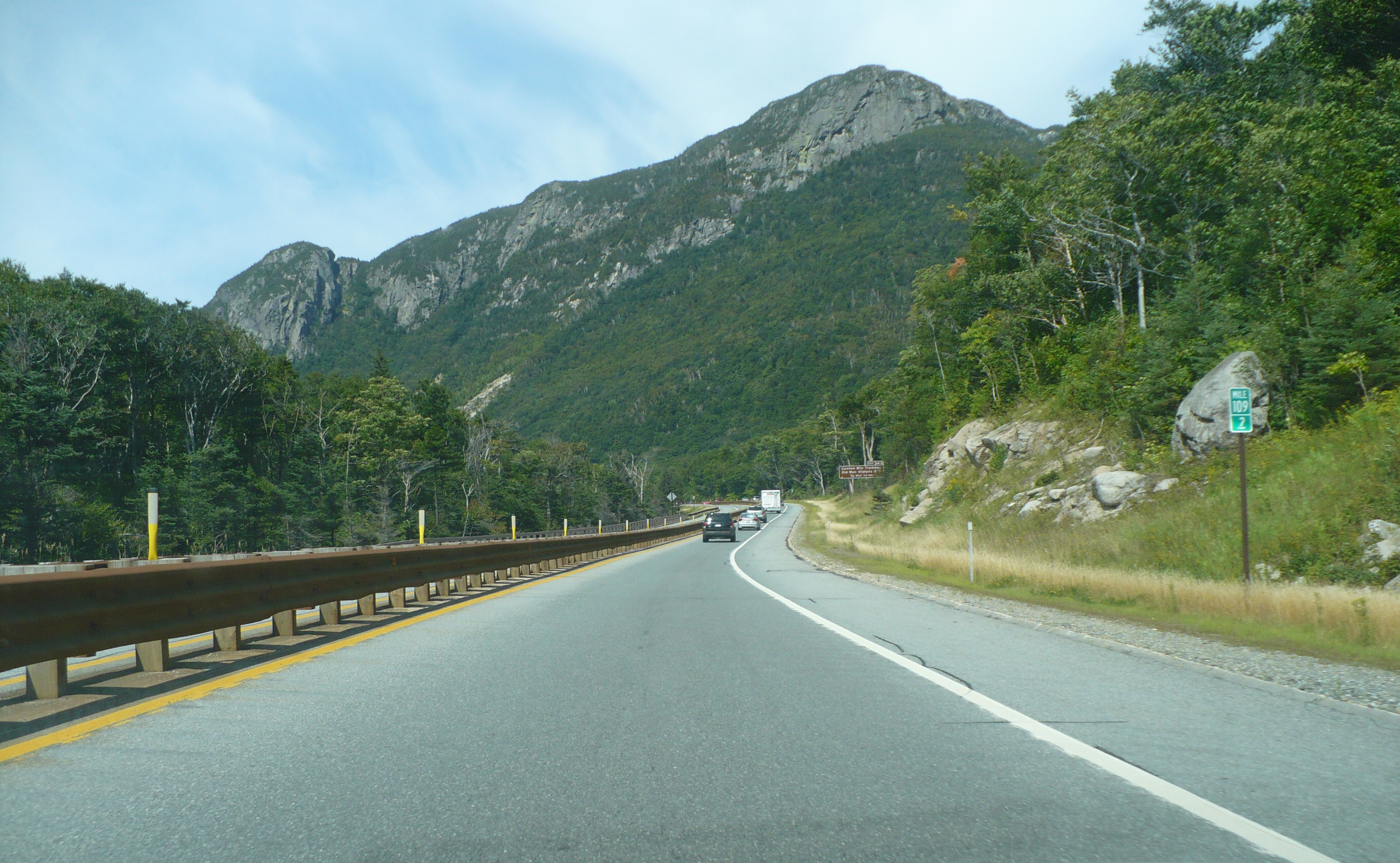
在凡孔尼亚州立公园93號州際公路向北的车道

93號州際公路再次穿过梅里马克河后通过州府康科德。在康科德393号州际公路直接向东分离去往滨海地区。从西边来的美国国道4并入93号州际公路，两条公路合并向北约5英里后国道4于17号出口向西分离。93號州際公路则继续向北穿过温尼帕苏科湖旅游地区和白山山脉区的中心。它经过凡孔尼亚州立公园，在这段路上限速每小时45英里，此外在穿越凡孔尼亚州立公园的路上它与国道3合并。
穿过凡孔尼亚州立公园后国道3向东北方向离开，而93號州際公路则走向西北。穿过康涅狄格河后它进入佛蒙特州。最后一个出口是44号出口。

### 佛蒙特州

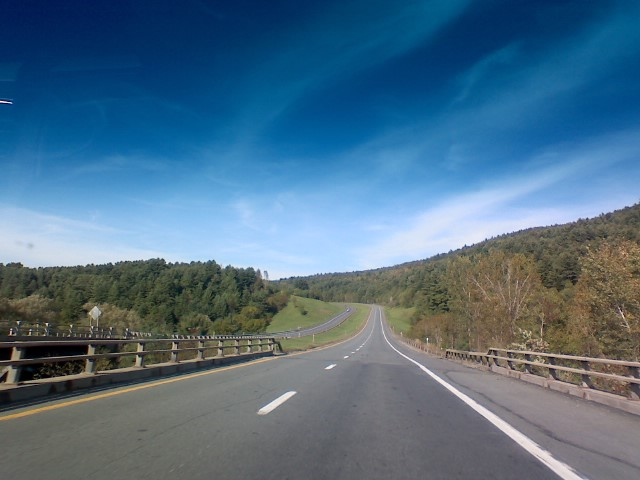
佛蒙特州境内南行的93號州際公路

在佛蒙特州境内93號州際公路只有11英里的路程和一个有号码的出口，即它的终点。在向北的路上有一座休息场。在最后几英里里它实际上转向西南。去往加拿大的车辆可以转上91号州际公路去魁北克的边境。93號州際公路在佛蒙特州的段落与美国国道2和佛蒙特州州道18平行。

## 历史

### 东南快车道
东南快车道是1954年至1959年间修建的，与中心动脉同时。它的终端在18号出口，本来计划在这里建造一个三岔路口，后来被取消的695号州际公路打算在这里和东南快车道和中心动脉交叉。东南快车道的南端是今天的7号出口，位于布伦特里。

### 波士顿

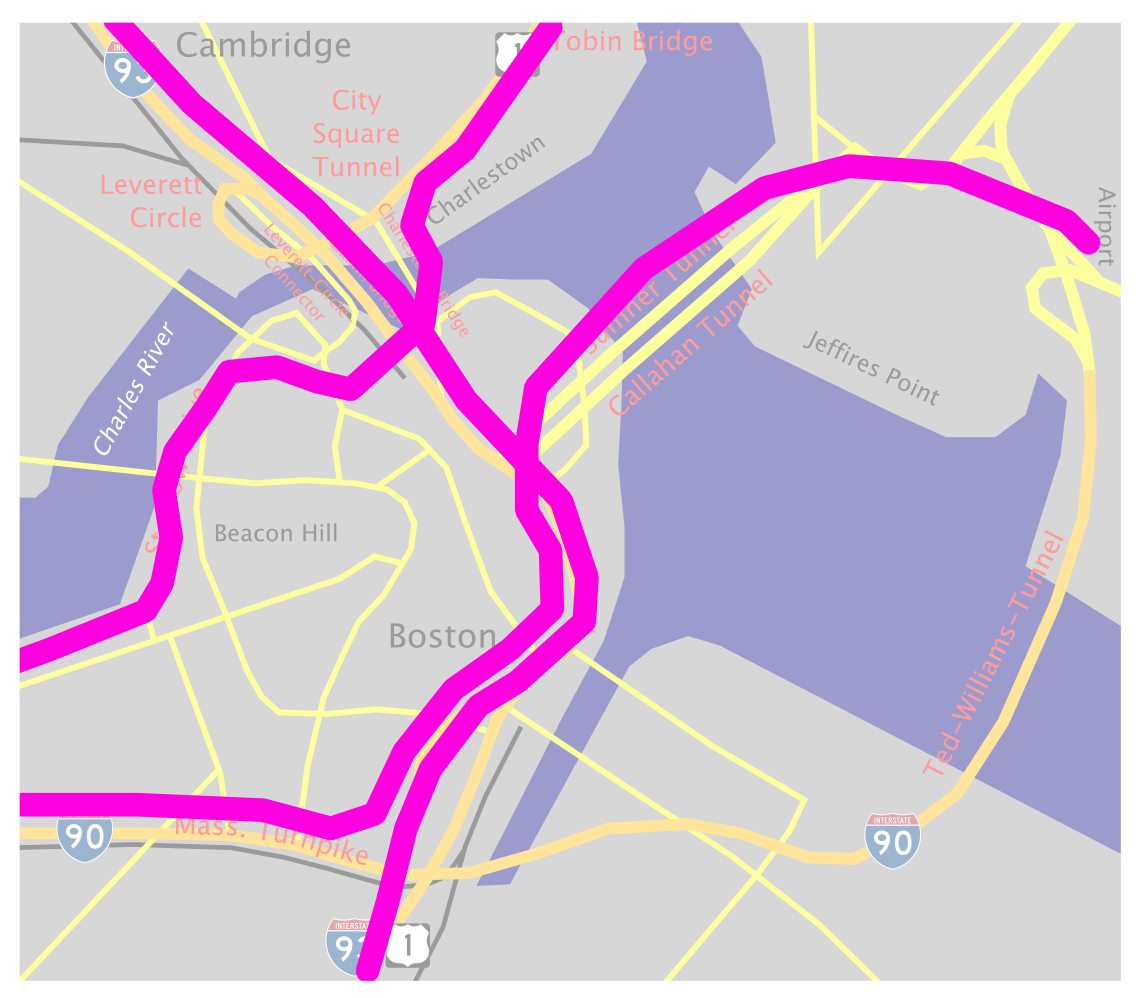
中心动脉和其它街道在开挖隧道前的线路

中心动脉的官方名称为约翰·F·菲茨杰拉德快车道，是1950年代在波士顿市中心建成的。本来计划把它建成高架车道。但是由于它会把城市中心一分为二，而且在市区里造成非常不美观的景象，还会向两边投射阴影，因此遭到市民的极大反对。因此南边的那段被重新设计，改为地下隧道。1972年本来打算的入城高速公路被取消，因此中心动脉于1974年获得了93號州際公路的号码。此外它还带有美国国道1和麻萨诸塞州州道3的编号。
1970年代中93號州際公路的容量不足，而且由于维护不足开始损坏。因此州政府决定使用1970年代初的设计，把架空的六股道中心动脉替换为新式的更有效的地下道路。这个计划结合了建议建造第三座过河隧道的建议。

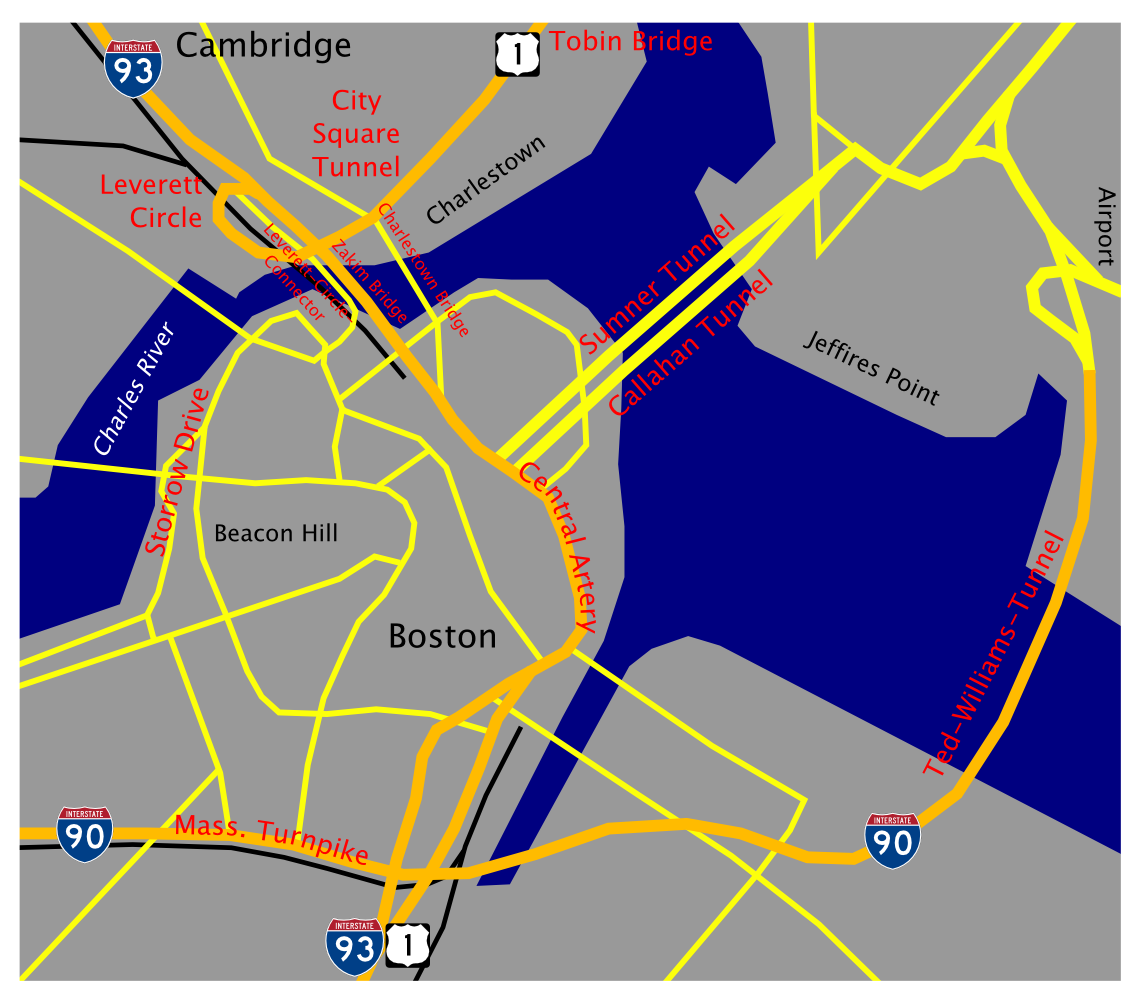
开挖隧道后中心动脉的路线

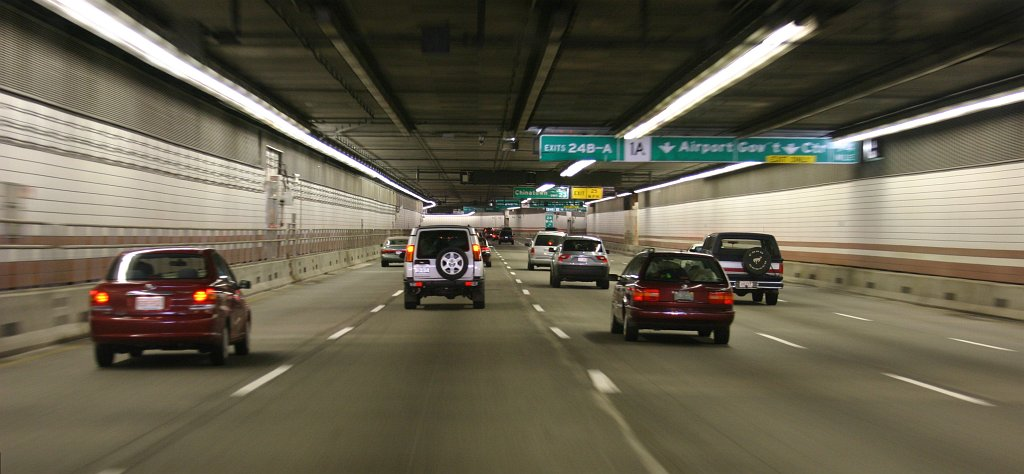
隧道里的93號州際公路

这个计划是在1994年至2006年初里用了12年的时间完成的，它是美国历史上最大的城市建筑工程。整个工程的进展并不完全没有问题：由于联邦环境保护的仔细审查整个工程到1990年才能够开工，导致许多通货膨胀造成的问题。因财政问题罗纳德·里根与参议员蒂普·奥尼尔之间爆发多次政治搏斗。在建筑新路的同时旧路也必须维护，也提高了整个项目的价格。一开始计划的跨越查理士河的桥梁也导致了公众极大的反对，因此被一座新的，纤细的斜拉挢取代。为剑桥开始的出口处也提高了项目价格。
在波士顿市中心93號州際公路由隧道和跨越查理士河的大桥组成。隧道工作于2006年10月完成，但是由于工程不当隧道漏水，因此许多部分必须修理。93號州際公路原来地上的路线被改造为一条绿色道路的绿地。
93號州際公路和90号州际公路的交叉完全重新设计。
93號州際公路在波士顿市内的段落不允许装有危险货物的车辆经过。

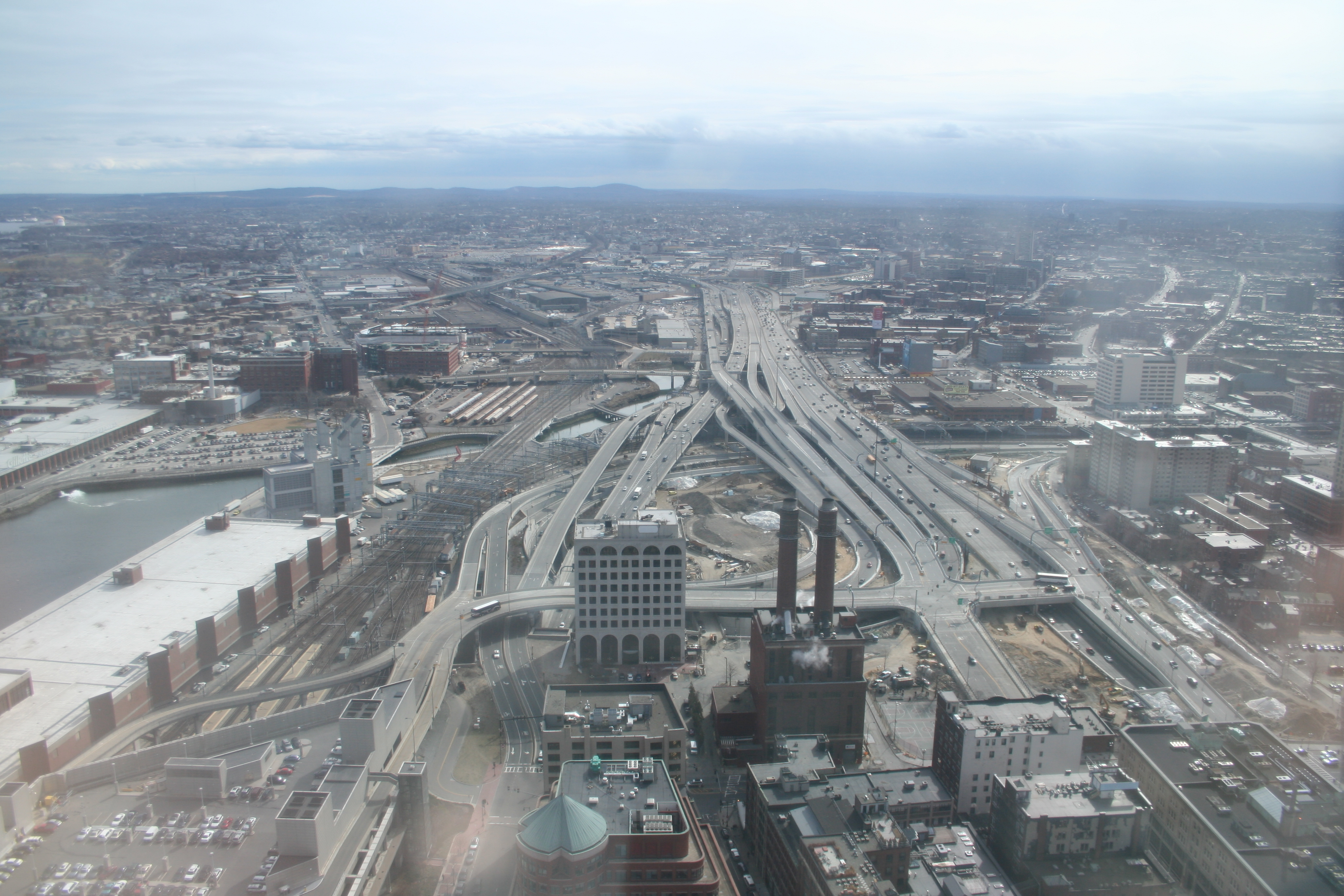
南湾交叉

### 北快车道
北快车道是1956年至1963年间建成的，它一直延伸到新罕布什尔州边境。1965年至1973年通过萨默维尔等它与中心动脉和美国国道1相连。
93號州際公路本来的南部终点是剑桥。但是1970年代中95号州际公路进入波士顿的段落被取消后93號州際公路向南延长了18英里，与中心动脉和东南快车道相连。

### 新罕布什尔州
本来计划93號州際公路与美国国道3合并通过纳舒厄，但是后来93號州際公路独自成路。
通过凡孔尼亚州立公园的八英里是两股道高速公路，当中有分解障碍。这个建造方式是州公园局和高速公路局的妥协方案。

### 佛蒙特州
93號州際公路在佛蒙特州的段落是1983年完工的，是该州最新的州际公路。

## 未来计划

### 麻萨诸塞州
从1996年开始麻萨诸塞州高速公路局研究93號州際公路和95號州際公路交叉的重建。
麻萨诸塞州高速公路局还计划加宽通往新罕布什尔州边境的道路。

### 新罕布什尔州
目前计划到曼彻斯特扩宽为每方向四股道，但是2008年初这个计划暂停。美国区法院决定新罕布什尔州运输局和美國運輸部必须提供更新的环境保护检查。2006年2月保护法基金会上告希望能够强迫任何扩展计划也包括重新开始曼彻斯特和波士顿之间的铁路运行。目前1号出口正在改善和扩展，3号和5号出口的扩展也在进行。这些工作之所以能够继续是因为州政府保护法基金会之间达成协议让不涉及环境保护问题的工程急需进行。
为了刺激经济发展新罕布什尔州获得了数百万美元来建造高速公路。其中一部分将用来扩宽93號州際公路。计划工程于2009年末或者2010年初开始。这项计划将从2009年至2016年进行，工程将从南向北进行。

## 里程及經過主要城市
| 所經州份   | 里程數 | 里程數 | 所經主要都市 粗體化的城鎮為使用在交通標誌上的正式指定定點城市 |
| 所經州份   | 英里   | 公里   | 所經主要都市 粗體化的城鎮為使用在交通標誌上的正式指定定點城市 |
| ---------- | ------ | ------ | ------------------------------------------------------------- |
| 麻薩諸塞州 | 47.07  | 75.75  | 昆西、波士頓、勞倫斯                                          |
| 新罕布夏州 | 131.78 | 212.08 | 賽倫、曼徹斯特、康科德、普利茅斯、利托頓                      |
| 佛蒙特州   | 11.10  | 17.86  | 聖約翰伯里                                                    |
| 全長       | 189.95 | 305.69 |                                                               |